# 스피로그래프 성운
스피로그래프 성운, IC 418(영어: Spirograph Nebula)은 토끼자리에 위치한 행성상 성운이다.

## 거리
지구에서 약 3,600 광년 떨어져 있다.

## 어원
원래의 '스피로그래프'의 뜻은 '호흡 운동 기록기'라는 뜻을 지니고 있다.
1. ↑  “IC 418”. 2025년 7월 13일에 확인함.